# Sumita Mitra
Sumita Basu Mitra (* 27. Februar 1949) ist eine indisch-amerikanische Chemikerin, Erfinderin und Professorin an der University of South Florida. Sie entwickelte die Nanomaterialien für die hochmodernen 3M-Kompositen, die millionenfach auf der ganzen Welt für Zahnfüllungen verwendet werden. Sie ist Mitglied der National Academy of Engineering, der National Academy of Inventors und der National Inventors Hall of Fame.

## Kindheit und Studium
Sumita Mitra wurde in Indien geboren, wo sie auch ihre Kindheit verbrachte. Sie besuchte das Presidency College in Kalkutta und studierte dort Chemie. Nach ihrem Abschluss ging sie an die University of Calcutta, um einen Master-Abschluss in Chemie zu erwerben. Für ihr Studium ging sie in die Vereinigten Staaten und spezialisierte sich auf Polymerchemie. Sie war an der University of Michigan tätig, wo sie mit Richard Lawton zusammenarbeitete. Sie wechselte als Postdoktorandin für Polymerchemie an die Case Western Reserve University.

## Forschung und Karriere
1978 kam Sumita Mitra zu 3M, wo sie als leitende Chemikerin mit Schwerpunkt auf Materialien für die Gesundheitsfürsorge arbeitete. Sie spezialisierte sich auf Nanotechnologie, Adhäsionswissenschaft und Oberflächenchemie. Insbesondere konzentrierte sie sich auf die Entwicklung von intelligenten Materialien für die Zahnmedizin. Zu dieser Zeit führten Zahnärzte Zahnreparaturen mit einer Kombination aus zwei verschiedenen Materialien durch, nämlich Mikrofüllungen und Mikrohybridkompositen. Mitra entwickelte die auf Nanomaterialien basierende Füllstoffplattform, die 3M für alle modernen Zahnersatzmaterialien verwendet. Die in diesen Materialien enthaltenen Nanopartikel imitieren den natürlichen Zahnschmelz, wodurch sie glänzend und fest bleiben. Sie zeigte, dass diese Materialien für die Restauration von Zähnen in jedem Bereich des Mundes verwendet werden können. Diese Plattformen ermöglichten die Realisierung der Filtek-Kompositmaterialien. Diese Kompositmaterialien wurden millionenfach  auf der ganzen Welt verwendet. Die erste Generation der Komposite wurde 2002 auf den Markt gebracht, die zweite Generation 2005.
Nach ihrer Pensionierung im Jahr 2010 gründete Mitra ihr eigenes Beratungsunternehmen. Seit 2021 ist sie Mitglied des Institute for Advanced Discovery an der University of South Florida.

## Auszeichnungen
- 1998: Wahl in die 3M Carlton Society[10]
- 2004: American Chemical Society Regional Industrial Innovation Award[11]
- 2009: American Chemical Society “Heroes of Chemistry Award”[12]
- 2012: Peyton-Skinner Award for Innovation in Dental Materials[13]
- 2018: Aufnahme in die National Inventors Hall of Fame[14]
- 2021: Aufnahme in die National Academy of Engineering[15]
- 2021: Europäischer Erfinderpreis in der Kategorie außereuropäische Erfindungen[16][17]
- 2021: Aufnahme in die National Academy of Inventors[18]

## Veröffentlichungen
Suma Mitra ist Inhaberin und Miterfinderin von fast einhundert Patenten im Bereich der Nanokomposite und Dentalklebstoffe.